# Den Tolmor
Den Tolmor (russisch Ден Толмор; * 20. Jahrhundert) ist ein russischer Filmproduzent und Drehbuchautor im Bereich Dokumentarfilm. Seit dem Jahr 2014 arbeitet er mit dem Filmregisseur Jewgeni Afinejewski zusammen und war für die Filme Divorce: A Journey Through the Kids’ Eyes, Pray for Ukraine, Romka und Winter on Fire: Ukraine’s Fight for Freedom als Produzent verantwortlich. Bei der Oscarverleihung 2017 erhielten sie gemeinsam eine Oscar-Nominierung für Winter on Fire: Ukraine’s Fight for Freedom in der Kategorie Bester Dokumentarfilm.

## Filmografie
- 2014: Divorce: A Journey Through the Kids’ Eyes
- 2015: Romka (Dokumentar-Kurzfilm)
- 2015: Pray for Ukraine
- 2015: Winter on Fire: Ukraine’s Fight for Freedom
- 2017: Cries from Syria